# Ar-Radi
Abu-l-Abbàs Muhàmmad ar-Radi bi-L·lah (àrab: أبو العباس محمد الراضي بالله, Abū l-ʿAbbās Muḥammad ar-Rāḍī bi-Llāh), més conegut per la primera part del seu làqab com ar-Radi (desembre del 910-941), fou califa abbàssida de Bagdad (934-940). Era fill del califa al-Muqtadir.
La seva mare una esclava anomenada Zalum. A la mort del seu pare fou proposat per la successió però fou escollit el germà del difunt, al-Qàhir (932), que el va fer empresonar, però quan el nou califa fou enderrocat, al-Radi fou alliberat i portat al tron (24 d'abril de 934). Va designar visir Alí ibn Issa ibn al-Jarrah que ho havia estat del seu pare, però l'escollit va refusar el nomenament a causa de la seva avançada edat i llavors va nomenar Ibn Mukla. La principal influència a la cort la va tenir Muhammad ibn Yakut fins a la seva caiguda el 4 d'abril del 935; llavors Ibn Mukla va començar a manar de manera efectiva, deixant el mateix califa en segon terme. L'11 d'abril del 936 Ibn Mukla fou empresonat per al-Muzaffar ibn Yakut, germà de Muhammad ibn Yakut, i el califa va haver de destituir el seu visir. Al-Radi va cridar al cap de poc temps el governador de Wasit i Bàssora, Muhammad Ibn Raik i el va nomenar amir al-umara la qual cosa li assegurava tot el poder; el califa conservava la capital i rodalia però renunciava a tota ingerència en el govern de l'estat i era Ibn Raik el que decidia sobre tots els afers destacats. En els següents dos anys (936 a 938) Ibn Raik va governar i el seu nom fou fins i tot llegit a la khutba al costat del nom del califa. El 13 de setembre de 938 fou substituït pel turc Bàjkam. Les dificultats entre el visir i l'emir no van parar d'augmentar i la crisi financera es va accentuar.
El 935 el califa havia aconseguit mantenir apartat de l'Iraq a l'emir de Mossul, Nàssir-ad-Dawla. Bàjkam en pujar al poder va decidir atacar els hamdànides a Mossul amb el suport del califa, per obligar-los al pagament del tribut. Però la lluita fou aprofitada per Ibn Raik, que es va dirigir a Bagdad, obligant el califa i Bàjkam a signar la pau amb els hamdànides. A Egipte el governador Muhàmmad ibn Tughdj es va fer independent de fet fundant la dinastia ikhxídida. Bàjkam també va haver de lluitar contra els buwàyhides.
Al-Radi va morir d'hidropesia el 19 de desembre de 940. El va succeir el seu germà al-Muttaqí